# Livio Berruti
Livio Berruti (Turijn, 19 mei 1939) is een voormalige Italiaanse sprinter, die gespecialiseerd was in de 200 m. Hij werd olympisch kampioen en meervoudig Italiaans kampioen op deze discipline. Hij nam tweemaal deel aan de Olympische Spelen en won hierbij één medaille. Op de 100 m kon hij ook goed uit de voeten getuige zijn meerdere nationale titels.
Zijn grootste prestatie leverde hij op 3 september 1960 met het winnen van een gouden medaille op de Olympische Spelen van Rome. Berruti liep op diezelfde dag in de halve finale een tijd van 20.5 s (20.65), wat toentertijd een evenaring van het wereldrecord betekende. Aan de 100 m nam Berruti in Rome niet deel. Na zijn olympische overwinning kon hij geen grote prestaties meer aan zijn palmares toevoegen. Wel behaalde hij nog als beste Europeaan een vijfde plaats op de Olympische Spelen van 1964 in Tokio in 20,8 seconden. De Amerikaan Henry Carr won deze wedstrijd in 20,3 s.

## Titels
- Olympisch kampioen 200 m - 1960
- Italiaans kampioen 100 m - 1960, 1961, 1962
- Italiaans kampioen 200 m - 1960, 1961, 1962, 1965, 1968

## Palmares

### 100 m
- 1959:  Universiade - 10,5 s
- 1963:  Middellandse Zeespelen - 10,6 s
- 1963:  Universiade - 10,56 s

### 200 m
- 1959:  Universiade - 20,9 s
- 1960:  OS - 20,5 s (WR)
- 1963:  Middellandse Zeespelen - 21,1 s
- 1963:  Universiade - 21,60 s
- 1964: 5e OS - 20,8 s
- 1967:  Middellandse Zeespelen - 21,2 s
- 1968: ¼ fin. OS - 21,0 s

### 4x100 m estafette
- 1960: 4e OS - 40,2 s
- 1964: 7e OS - 39,5 s
- 1968: 7e OS - 39,2 s

1900: John Tewksbury ·
1904: Archie Hahn ·
1908: Bobby Kerr ·
1912: Ralph Craig ·
1920: Allen Woodring ·
1924: Jackson Scholz ·
1928: Percy Williams ·
1932: Eddie Tolan ·
1936: Jesse Owens ·
1948: Mel Patton ·
1952: Andy Stanfield ·
1956: Bobby Morrow ·
1960: Livio Berruti ·
1964: Henry Carr ·
1968: Tommie Smith ·
1972: Valeri Borzov ·
1976: Don Quarrie ·
1980: Pietro Mennea ·
1984: Carl Lewis ·
1988: Joe DeLoach ·
1992: Mike Marsh ·
1996: Michael Johnson ·
2000: Konstantinos Kenteris ·
2004: Shawn Crawford ·
2008: Usain Bolt ·
2012: Usain Bolt ·
2016: Usain Bolt ·
2020: Andre De Grasse ·
2024: Letsile Tebogo
- Gemeinsame Normdatei: 141795557
- World Athletics: 14359736
- International Standard Name Identifier: 0000 0001 1483 5816
- Library of Congress Control Number: no2010013269
- Istituto Centrale per il Catalogo Unico: IEIV000333
- Virtual International Authority File: 165708385
- WorldCat: E39PBJxCtptMJFVPDGBv3JtkDq